# Józefina Bakhita
Józefina Bakhita, (wł.) Giuseppina Bakhita (ur. 1868 w Olgossie, Sudan, zm. 8 lutego 1947 w Schio we Włoszech) – niewolnica pochodząca z Sudanu, zakonnica, święta Kościoła katolickiego. Jej wspomnienie liturgiczne obchodzone jest 8 lutego.

## Życiorys

### Dzieciństwo
Urodziła się około 1869 roku w Darfurze w wiosce Olgossa, na zachód od Nijali. Należała do ludu Daju; jej szanowany i stosunkowo zamożny ojciec był bratem wodza wioski. Otaczała ją kochająca rodzina składająca się z trzech braci i trzech sióstr; jak wspomina w swojej autobiografii: "Żyłam bardzo szczęśliwym i beztroskim życiem, nie znając cierpienia".

### Niewolnictwo
W 1877 roku, gdy miała 7-8 lat, została porwana przez arabskich handlarzy niewolnikami, którzy dwa lata wcześniej porwali jej starszą siostrę. Zmuszona była przejść boso około 960 kilometrów do El-Obeid i została dwukrotnie sprzedana, zanim tam dotarła. W ciągu dwunastu lat (1877–1889) była jeszcze trzy razy sprzedawana, a następnie w końcu otrzymała wolność.
'Bakhita' nie była imieniem, które otrzymała po urodzeniu od swoich rodziców. Mówi się, że trauma porwania sprawiła, że zapomniała swoje pierwotne imię; przyjęła to, które nadali jej handlarze niewolników, bakhīta (بخيتة), arabskie słowo oznaczające 'szczęśliwa'. Sprzedawana i odsprzedawana na targach w El-Obeid i Chartumie, doświadczyła upokorzeń i cierpień niewolnictwa, zarówno fizycznego, jak i moralnego. Przymuszono ją także do konwersji na islam.
W El-Obeid Bakhita została kupiona przez bogatego Araba, który wykorzystywał ją jako służącą dla swoich dwóch córek. Traktował ją stosunkowo dobrze, aż do momentu, gdy ta obraziła jednego z synów właściciela. Syn tak ją zbeształ i kopnął, że przez ponad miesiąc nie mogła ruszyć się z łóżka ze słomy. Jej czwartym właścicielem był turecki generał, a Bakhita musiała obsługiwać jego teściową i żonę, które były okrutne wobec swoich niewolników. Bakhita wspominała później: Przez wszystkie lata, które spędziłam w tym domu, nie pamiętam dnia, który by minął bez jakiegoś uszczerbku. Kiedy rana po biciu zaczynała się goić, spadały na mnie kolejne uderzenia.
Wspominała, że najbardziej przerażającym spośród wszystkich wspomnień z tamtego miejsca było to, kiedy została oznaczona (razem z innymi niewolnikami) poprzez proces przypominający zarówno rytualne nacinanie skóry, jak i tatuaż, co było tradycyjną praktyką w całym Sudanie. Jej pani, trzymając w ręku bicz, stała na straży, gdy służąca przyniosła miskę mąki, miskę soli i żyletkę. Użyła mąki, by narysować wzory na jej skórze, po czym głęboko nacinała wzdłuż linii, a następnie napełniała rany solą, by zapewnić trwałe blizny. Łącznie wyryto 114 złożonych wzorów na jej piersiach, brzuchu i na prawym ramieniu.
Pod koniec 1882 roku El-Obeid stanął w obliczu zagrożenia ze strony Powstania Mahdiego. Turecki generał zaczął przygotowywać się do powrotu do swojej ojczyzny i sprzedał swoich niewolników. W 1883 roku Bakhita została kupiona w Chartumie przez włoskiego wicekonsula Callisto Legnaniego, który nie stosował wobec niej przemocy. Dwa lata później, gdy Legnani musiał wrócić do Włoch, Bakhita błagała, żeby mogła mu towarzyszyć. Pod koniec 1884 roku uciekli z oblężonego Chartumu w towarzystwie przyjaciela, Augusto Michieliego. Przebyli ryzykowną podróż o długości 650 km na grzbiecie wielbłąda do Sawakin, które było największym portem Sudanu. W marcu 1885 roku opuścili Sawakin i dotarli do Włoch, przybywając do portu w Genui w kwietniu. Tam zostali przywitani przez żonę Augusto Michieliego, Marię Turinę Michieli, której Legnani przekazał prawo własności nad Bakhitą. Nowi właściciele zabrali ją do swojej rodziny willi w Zianigo, niedaleko Mirano, około 25 km na zachód od Wenecji. Tam mieszkała przez trzy lata i została opiekunką córki Michielich. Michieli zabrał Bakhitę z powrotem do Sudanu, gdzie spędzili dziewięć miesięcy, zanim wrócili do Włoch.

### Konwersja na katolicyzm
Rodzina oddała ją „do przyuczenia” siostrom kanosjankom (Zgromadzenie Sióstr Córek Miłości Służebnic Ubogich św. Magdaleny z Canossy). Tam otrzymała zgodę na poznanie wiary katolickiej, z którą spotkała się już wcześniej. 9 stycznia 1890 roku przyjęła chrzest, bierzmowanie i pierwszą komunię. Otrzymała imię Józefina. Kilka lat później wstąpiła do zakonu. Zgodnie z prawem włoskim nie była już niewolnicą, dlatego też nie wyjechała do Afryki, gdy otrzymała taki nakaz od pani Michieli, jej poprzedniej właścicielki. Przez ponad 50 lat życia zakonnego była wierną, pełną miłości, ciepła i troski służebnicą. Do jej obowiązków należały przede wszystkim prace fizyczne. Była kucharką, szwaczką, praczką czy furtianką. Ta ostatnia funkcja sprawiła, że o jej cieple przekonali się także świeccy spoza murów zakonnych. Wielokrotnie wystawiana na próbę, wyszydzana z powodu swojego pochodzenia, okazała się pełną wiary chrześcijanką. Do końca życia pracowała i modliła się w domu zakonnym w Schio. Zmarła na skutek choroby w 1947 roku. Pochowana została trzy dni po swojej śmierci, 11 lutego 1947 roku.
Życiorys Józefiny Bakhity Benedykt XVI przedstawił w encyklice Spe salvi jako przykład nierozerwalnej i determinującej relacji wiary i nadziei w życiu chrześcijan.
W 2009 powstał film biograficzny o życiu Józefiny Bakhity w reżyserii Giacomo Campiottiego.

## Beatyfikacja i kanonizacja
10 grudnia 1978 (niespełna dwa miesiące po swym wyborze) papież Jan Paweł II wydał dekret o heroiczności cnót Służebnicy Bożej, Józefiny Bakhity. Uroczystość beatyfikacyjna miała miejsce 17 maja 1992 roku w Rzymie (jej beatyfikacja była połączona z beatyfikacją Josemarii Escrivy). Proces kanonizacyjny zakończyła kanonizacja, której dokonał Jan Paweł II 1 października 2000 roku, również w Rzymie.

## Patronka
Św. Józefina Bakhita jest patronką Kościoła katolickiego w Sudanie, zgromadzeń sióstr i braci kanosjanów, a także wszystkich dzieł miłosierdzia, w szczególności na rzecz ubogich dziewcząt i kobiet. Swoim wstawiennictwem wspiera także projekt „Sudan 2000”, prowadzony przez kanosjanki, którego zadaniem jest organizowanie ośrodków edukacyjnych dla dzieci, młodzieży i kobiet afrykańskich z Sudanu.
W dniu jej wspomnienia liturgicznego (8 lutego) od roku 2015 obchodzony jest Światowy Dzień modlitwy i refleksji przeciwko handlowi ludźmi.
Za patronkę obrała ją też międzyzakonna „Sieć Bakhita do Spraw Przeciwdziałania i Pomocy Ofiarom Współczesnych Form Niewolnictwa”, stworzona w celu zwalczania i zapobiegania handlowi ludźmi oraz pomocy ofiarom tego procederu. 

## Dzień obchodów
W Kościele katolickim wspominana jest w dzienną rocznicę śmierci (8 lutego).

## Ikonografia
Jej nieliczne wizerunki przedstawiają ją jako kanosjankę z charakterystycznym welonem na głowie.